# Parafia Wniebowzięcia Najświętszej Maryi Panny w Goryniu (diecezja elbląska)
Parafia Wniebowzięcia Najświętszej Maryi Panny – parafia rzymskokatolicka w diecezji elbląskiej.
Erygowana około 1330 roku, reerygowana 7 kwietnia 1981 roku przez biskupa warmińskiego Józefa Glempa. Do parafii należą wierni z miejscowości: Goryń, Kantowo, Wałdowo. Tereny te leżą w gminie Kisielice w powiecie iławskim w województwie warmińsko-mazurskim. Parafia prowadzona jest przez księży Pallotynów.
Kościół parafialny w Goryniu został wybudowany dla protestantów w 1939 roku, poświęcony i przekazany katolikom w 1945 roku.